# Новосёловка (Гадячский район)
Новосёловка (укр. Новоселівка) — село,
Качановский сельский совет,
Гадячский район,
Полтавская область,
Украина.
Код КОАТУУ — 5320482603. Население по переписи 2001 года составляло 247 человек.

## Географическое положение
Село Новосёловка находится в 1 км от реки Татарка и в 4 км от реки Хорол,
на расстоянии в 1 км расположено село Венеславовка.
По селу протекает пересыхающий ручей с запрудой.
Рядом проходит автомобильная дорога Т-1705.

## История
- 1840 — дата основания как село Барсуково.
- 1932 — переименовано в село Новосёловка.